# The Kuzbass Autonomous Industrial Colony
The Kuzbass Autonomous Industrial Colony var ett gruv- och industriprojekt som grundades 1921 i Kuzbass, i västra Sibirien, Ryssland, nära det nuvarande Kemerovo. Bakom projektet stod den amerikanske ingenjören och socialisten Herbert S. Calvert, ledaren för Industrial Workers of the World William D. Haywood samt holländaren Sebald Rutgers.
Projektet hade stöd av Lenin, även om det motarbetades av andra ledande kommunister. Dess syfte var att bidra till den ekonomiska tillväxten i det unga Sovjetunionen och samtidigt skapa en modell för hur en självförsörjande, arbetarägd industri skulle kunna utformas.
Mellan åren 1921 och 1926 arbetade mer än 20 000 arbetare, främst rekryterade idealister, med familjer inom projektet. I första hand amerikaner, men också en del européer.
Projektet avslutades 1927, delvis på grund av interna konflikter och utflyttning av desillusionerade arbetare. Anläggningarna nationaliserades därefter av den sovjetiska staten.